# Calgary Centennials
Die Calgary Centennials waren eine kanadische Eishockeymannschaft aus Calgary, Alberta. Das Team spielte von 1966 bis 1977 in einer der drei höchsten kanadischen Junioren-Eishockeyligen, der Western Hockey League (WHL).

## Geschichte
Die Calgary Centennials wurden 1966 unter dem Namen Calgary Buffaloes als Franchise der Western Hockey League gegründet. Bereits nach einem Jahr folgte die Umbenennung in Centennials. Ihren größten Erfolg erreichte die Mannschaft mit dem Erreichen der Finalspiele um den Ed Chynoweth Cup in der Saison 1973/74, in denen sie jedoch den Regina Pats in der Best-of-Seven-Serie mit einem Sweep unterlagen. In den elf Jahren ihres Bestehens konnte das Team aus Alberta insgesamt sieben Mal die Playoffs erreichen, wobei man neben der Finalniederlage 1974 weitere vier Mal bis ins Halbfinale vorrückte. Zudem wurde Calgary 1970, 1972 und 1974 jeweils Sieger der West Division.
Im Anschluss an die Saison 1976/77 wurde das Franchise nach Billings, Montana, umgesiedelt, wo es anschließend unter dem Namen Billings Bighorns am Spielbetrieb der WHL teilnahm.

## Ehemalige Spieler
Folgende Spieler, die für die Calgary Centennials aktiv waren, spielten im Laufe ihrer Karriere in der National Hockey League oder World Hockey Association:
- Don Ashby
- Jeff Bandura
- Wayne Bianchin
- Brian Carlin
- Glen Cochrane
- John Davidson
- Ed Dyck
- Len Frig
- Danny Gare
- Rick Hodgson
- Jerry Holland
- Ron Homenuke
- Doug Horbul
- Kevin Krook
- Doug Lecuyer
- Craig Levie
- Bob Liddington
- Darryl Maggs
- Lanny McDonald
- Grant Mulvey
- Bob Nystrom
- Ed Patenaude
- Harvie Pocza
- Gary Rissling
- Mike Rogers
- Randy Rota
- Rick Shinske
- Roy Sommer
- Brian Spencer
- Mike Toal
- Perry Turnbull
- Jimmy Watson

## Team-Rekorde

### Karriererekorde
Spiele: 223  Denny McLean
Tore: 148  Mike Rogers
Assists: 161  Mike Rogers
Punkte: 309   Mike Rogers
Strafminuten: 563  Rick Hodgson